# Butobarbital

Strukturformel för butobarbital.

Butobarbital eller butethal, summaformel C10H16N2O3, är ett lugnande och sömngivande preparat som tillhör gruppen barbiturater. Preparatet används inte som läkemedel i Sverige.
Preparatet är narkotikaklassat och ingår i förteckning P IV i 1971 års psykotropkonvention, samt i förteckning IV i Sverige.